# 卡曼99行动
卡曼99行动（英語：Operation Kaman 99），或称弓99号行动、“阿伯兹之影”行动（波斯語：عملیات البرز），是两伊战争中，伊朗伊斯兰共和国空军针对伊拉克空军突袭伊朗并引发全面战争而采取反击行动。伊朗空军出动了200架飞机，其中超过140架飞入伊拉克，这是伊朗伊斯兰共和国空军有史以来开展的最大规模行动。伊朗取得了行动的胜利，并在两伊战争的头几年掌握了制空权。

## 背景

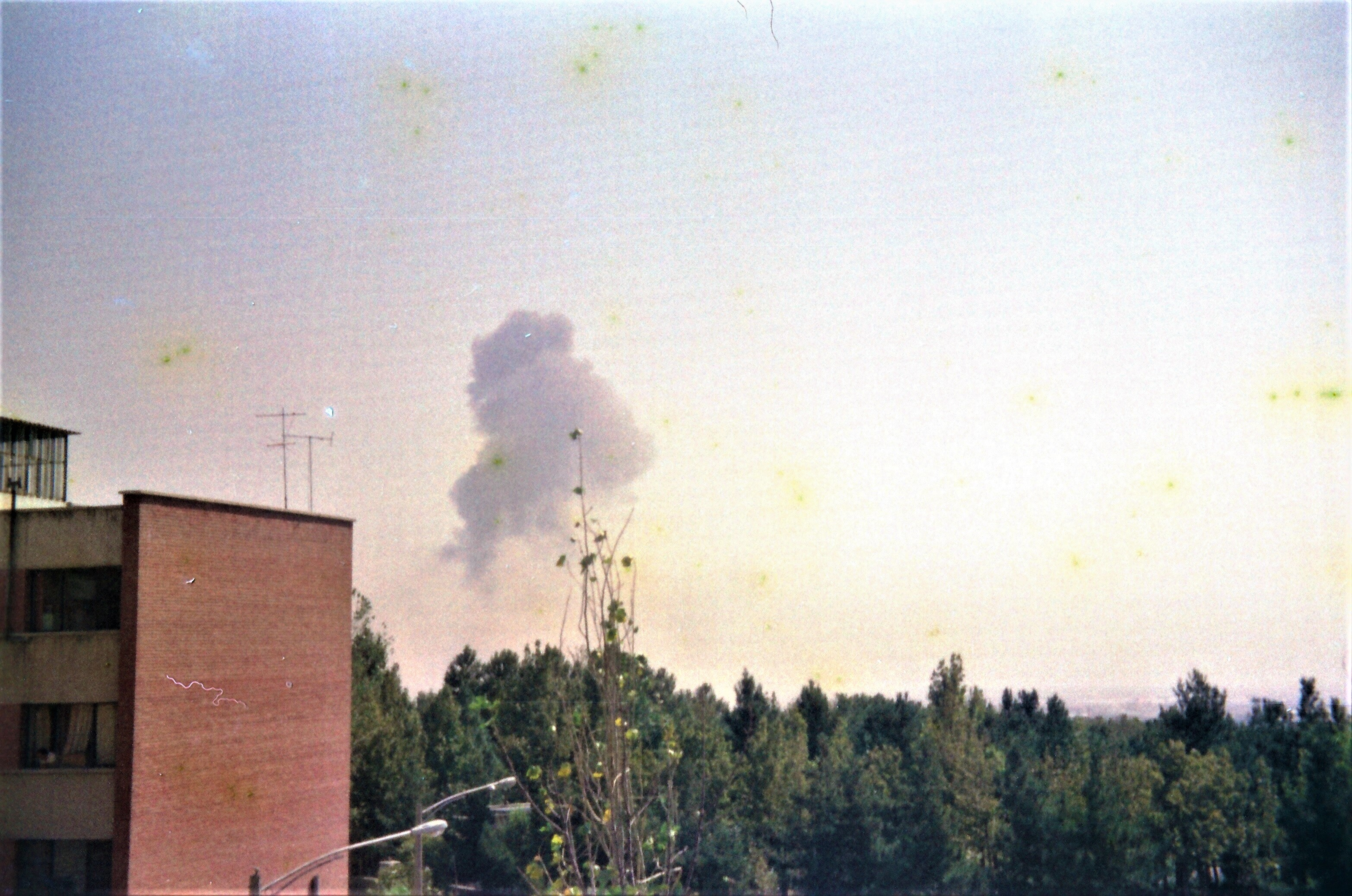
梅赫拉巴德國際機場, 1980年9月22日 - 德黑兰

1980年9月22日至23日，伊拉克出动了166至192架战斗机和轰炸机，对伊朗的战略要地发动了突击空袭，总计250架次。
当地时间下午1点45分，6架伊拉克米格-23轰炸了阿瓦士附近的伊朗空军基地。半小时后，伊拉克米格-23轰炸了德黑兰的梅赫拉巴德机场。与此同时，伊拉克还轰炸了伊朗其他8个主要空军基地。在这次突袭行动结束后，巴格达电台要求伊朗飞行员向伊拉克投降。
然而，根据六日战争学到的经验，伊朗建造了加固的飞机掩体，将大部分的战机都存放在掩体中。虽然伊拉克成功地在伊朗的机场跑道上造成了弹坑（很快被修复），但并没有对伊朗空军造成任何实质上的重大损伤。伊朗空军开始准备第二天发动反击。
在伊拉克发动袭击两小时后，伊朗空军进行了代号復仇行動的小规模反击，出动8架战机轰炸了伊拉克的两个空军基地。 根据参与该行动的许多飞行员的说法，这次復仇行動和随后的卡曼99行动都是在都是在伊朗伊斯兰革命之前由前伊朗帝国空军 (IIAF)策划的，用作在1974-75年阿拉伯河冲突期间的快速反应预案。

## 战斗
1980年9月23日，伊朗发动了卡曼99行动，40架F-4鬼怪II战斗机配备了Mark 82、Mark83和Mark84炸弹以及AGM-65小牛导弹，从哈马丹空军基地起飞。在经过空中加油后，F-4飞抵伊拉克首都巴格达上空，它们袭击了拉希德、哈巴尼亚和库特空军基地。与此同时，另外八架F-4从德黑兰的梅赫拉巴德机场起飞，对拉希德空军基地发动了第二波攻击。
伊朗从大不里士空军基地起飞了48架F-5战斗机，前去空袭摩苏尔空军基地。在摩苏尔空军基地遭到攻击后，40架F-5袭击了纳西里耶空军基地，该基地遭到严重破坏。
由于伊朗全部的148架F-4和F-5战机都被派往伊拉克进行轰炸，60架F-14雄猫式战斗机被紧急出动保卫伊朗领空，以防伊拉克可能进行的报复。伊朗的F-14成功击落了伊拉克两架米格-21（1架MiG-21RF和1架 MiG-21MF）和 3 架米格-23（MiG-23MS），一架伊朗F-5E还击落了伊拉克的一架苏-20。伊朗空军的全部可用机队都参加了这次行动。在空袭中，由于识别错误，伊拉克巴格达的防空部队意外将己方一架伊尔-76军用运输机击落。
空袭的时间线如下：
- 来自大不里士空军基地的48架F-5E战斗轰炸机轰炸了摩苏尔空军基地。该空军基地几个月都无法运作。
- 来自迪兹富勒空军基地的40架F-5E战斗轰炸机轰炸了纳西里耶空军基地。
- 来自哈马丹空军基地的16架F-4E战斗轰炸机轰炸了库特空军基地。据伊朗报道，该空军基地被完全摧毁。
- 来自布什尔空军基地的12架F-4E战斗轰炸机轰炸了沙巴空军基地。
- 来自哈马丹空军基地的12架F-4E战斗轰炸机轰炸了巴格达附近的拉希德空军基地，摧毁了80%的空军基地。几架米格-23在地面上被摧毁。
- 来自哈马丹空军基地的8架F-4E战斗轰炸机轰炸了巴格达以西的巴格达国际机场和北哈巴尼亚空军基地（包括塔木兹空军基地）。
- 基尔库克空军基地、穆特纳空军基地（英语：Muthenna Air Base）和其他目标在随后的空袭中遭到轰炸。

为防止被伊拉克的防空系统发现和击中，伊朗飞行员以极低的高度飞行。以至于伊朗一架F4的机尾上钩住了巴士拉的一块广告牌，并在降落在布什尔空军基地时被发现。

## 结果
当削弱伊朗空军的计划未能实现时，萨达姆·侯赛因和伊拉克军队士气受到了沉重打击。邻近伊朗的所有伊拉克空军基地数月都无法运行，伊拉克的空军出动率降低了55%。另一方面，伊朗空军也承受了重大损失，根据伊拉克方估计，在伊拉克领空的行动中，多达67架飞机被高射炮、防空导弹和战斗机击落。这次行动使得伊朗人得以稳住阵脚，并为即将到来的伊拉克入侵做准备。然而，伊拉克军将进行地面推进，深入胡齐斯坦省，伊朗需要长达2年的时间才最终将伊拉克军逐出领土并反攻入伊拉克境内。